# Ships (織田哲郎のアルバム)
『Ships』（シップス）は、織田哲郎の5作目のオリジナル・アルバム。

## 内容
ミニ・アルバム『WILD LIFE』から半年後にリリースしたアルバム。
7thシングル「愛を探して」と同時発売された。
3曲目「Wild Heart Beat」はサックス奏者・古村敏比古が作詞を担当。
6曲目「Someday/Somewhere」は後に、MAGICがカバー（織田がプロデュースした『あの夏が聴こえてくる』）。

## 収録曲
特記以外作詞・作曲・編曲：織田哲郎／作詞（3）：古村敏比古
1. introduction（Instrumental）
2. 愛を探して
3. Wild Heart Beat
4. Let The Good Times Roll
5. 夏の陽炎
6. 引き潮
7. Someday/Somewhere
8. HOT LOVE
9. 悪夢
10. Night Birds
11. TIME

## 参加ミュージシャン
- 織田哲郎 - ボーカル、ギター、キーボード
  - 葉山たけし - ギター、コーラス

- - 大谷哲範 -キーボード、コーラス
  - 北島健二（FENCE OF DEFENSE） - ギター
  - 吉田隆一 - ベース
  - 岡沢章 - ベース
  - 伊藤広規 - ベース
  - 山田亘（FENCE OF DEFNSE） - ドラム
  - 竜英介 - ドラム
  - 青山純 - ドラム
  - 斎藤ノブ - パーカッション
  - 古村敏比古 - サックス、コーラス
  - 山本拓夫 - サックス
  - 坪倉唯子 - コーラス
  - 古川真一 - コーラス